# Джефферсон Д'арсі
Джефферсон Мілгаус Д'арсі (англ. Jefferson Milhouse D'Arcy) — один з головних персонажів телесеріалу «Одружені … та з дітьми». Його роль виконує актор Тед МакҐінлі.
Джефферсон — другий чоловік Марсі Д'арсі. Вони одружились у п'ятому сезоні. До цього Джефферсон сидів у в'язниці за фальсифікацію. Джефферсон був агентом ЦРУ з кодовим ім'ям Буллвінкль, але був звільнений за те, що не зміг вбити Фіделя Кастро. Також Джефферсон — лейтенант національної охорони. Джефферсон — бабій та ретельно стежить за своєю зовнішністю. Також він відмовляється влаштуватись на роботу і нахабно цупить гроші дружини. Батько Джефферсона теж був бабієм і трагічно загинув засмагаючи у солярії. Мати Джефферсона була екзотичною танцівницею та була з'їдена своєю ж змією у аеропорту на очах у публіки.

## Цікаві факти
- У школі Джефферсон грав у рок-гурті.
- Джефферсон стверджує, що знімався у серіалах «Човен кохання» та «Щасливі дні». У цих серіалах знімався Тед МакҐінлі, виконавець ролі.